# Danielle Savre

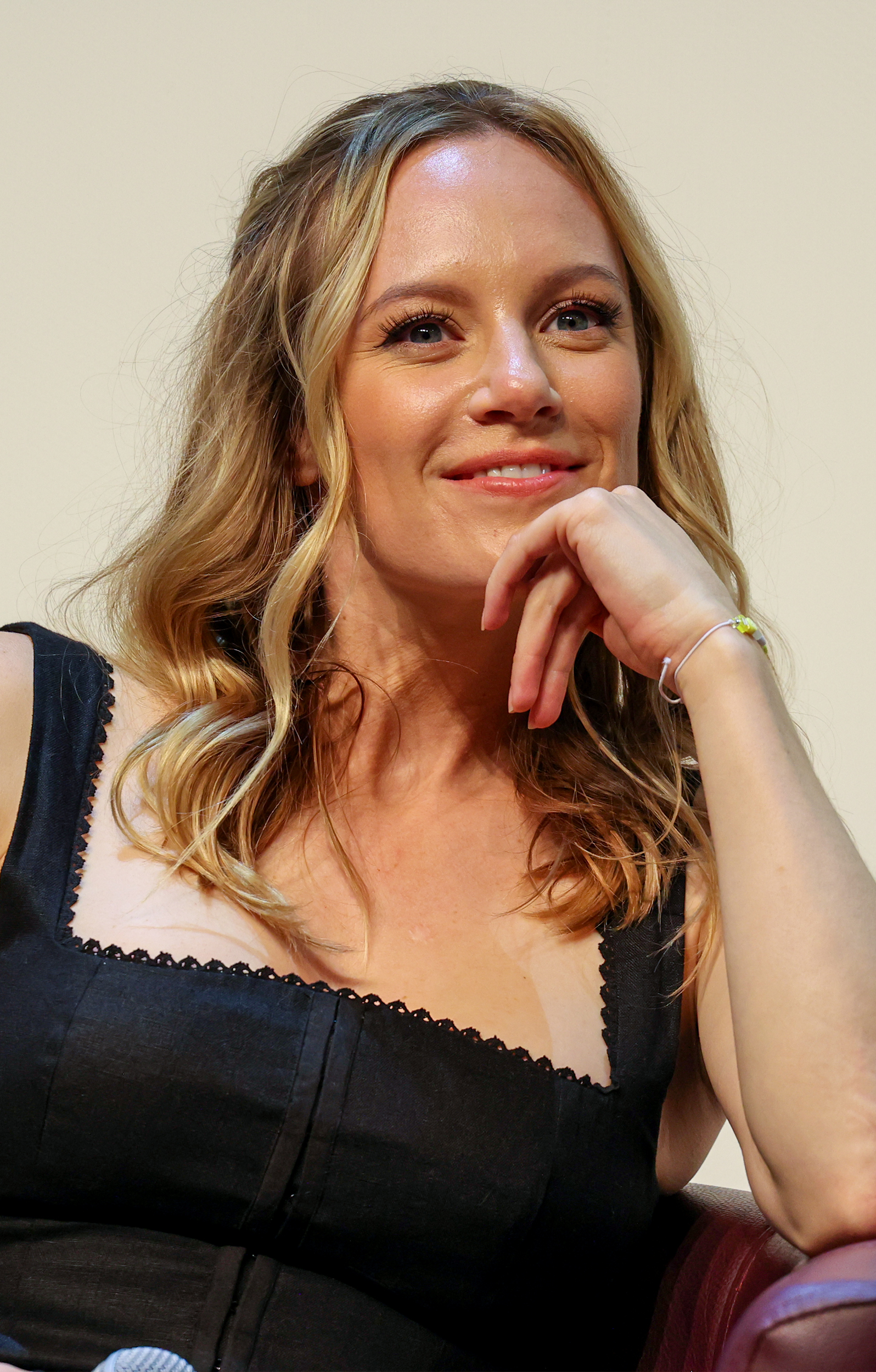
Danielle Savre (2022)

Danielle Kathleen Savre (* 26. August 1988 in Simi Valley, Kalifornien) ist eine US-amerikanische Schauspielerin. Nationale Bekanntheit erlangte sie durch wiederkehrende Rollen in den Fernsehserien Summerland Beach, Heroes, Hollywood Heights, Du wurdest getaggt und Station 19.

## Leben
Savre wurde am 26. August 1988 in Simi Valley als Tochter von Randy und Kathie Savre geboren. Sie hat eine Schwester. Im Jahr 2021 spendete sie Eizellen ihrem Jugendfreund Chris Ogden-Harkins, damit dieser mit seinem Mann eine Familie gründen konnte.
Ihr Schauspieldebüt gab Savre 2001 in einer Episode der Fernsehserie One on One. Im selben Jahr gab sie im Fernsehfilm Murphy’s Dozen ihr Spielfilmdebüt. Eine erste, größere wiederkehrende Rolle stellte sie zwischen 2004 und 2005 in der Fernsehserie Summerland Beach dar. Von 2006 bis 2010 war sie in insgesamt acht Episoden der Fernsehserie Heroes in der Rolle der Jackie Wilcox zu sehen. 2014 übernahm sie die Rolle der Danielle Allen im Film Jarhead 2 – Zurück in die Hölle. 2016 spielte sie die Hauptrolle im Fernsehfilm The Perfect Stalker. 2018 stellte sie die Hauptrolle der Misty Calhoun im Tierhorrorfilm Deep Blue Sea 2 dar. Von 2018 bis 2024 stellte sie in der Fernsehserie Station 19 in 105 Episoden die Rolle der Maya Bishop dar. Zwischen 2020 und 2023 stellte sie dieselbe Rolle zusätzlich in der Fernsehserie Grey’s Anatomy dar. Seit 2025 spielt sie in der Fernsehserie Found mit.

## Filmografie (Auswahl)

### Schauspiel
- 2001: One on One (Fernsehserie, Episode 1x04)
- 2001: Murphy’s Dozen (Fernsehfilm)
- 2002: Akte X – Die unheimlichen Fälle des FBI (The X-Files, Fernsehserie, Episode 9x18)
- 2002: Keine Gnade für Dad (Grounded for Life, Fernsehserie, 2 Episoden)
- 2004: CSI: Vegas (CSI: Crime Scene Investigation, Fernsehserie, Episode 5x05)
- 2004: Keine Gnade für Dad (Grounded for Life, Fernsehserie, 2 Episoden)
- 2004–2005: Summerland Beach (Summerland, Fernsehserie, 10 Episoden)
- 2005: Charmed – Zauberhafte Hexen (Charmed, Fernsehserie, Episode 7x22)
- 2005: The Closer (Fernsehserie, Episode 1x05)
- 2006: Malcolm mittendrin (Malcolm in the Middle, Fernsehserie, Episode 7x16)
- 2006: Close to Home (Fernsehserie, Episode 1x22)
- 2006: Girls United – Alles oder Nichts (Bring It On: All or Nothing)
- 2006: You’ve Reached the Elliotts (Fernsehfilm)
- 2006–2010: Heroes (Fernsehserie, 8 Episoden)
- 2007: Im Land der Frauen (In the Land of Women)
- 2007: The Final Season – Daran wirst du dich immer erinnern (The Final Season)
- 2007: Boogeyman 2 – Wenn die Nacht Dein Feind wird (Boogeyman 2)
- 2007: Kaya (Fernsehserie, 10 Episoden)
- 2008: Generation Gap (Fernsehfilm)
- 2009: American Primitive
- 2009: CSI: Miami (Fernsehserie, Episode 8x07)
- 2010: Outlaw (Fernsehserie, Episode 1x04)
- 2011: The Glades (Fernsehserie, Episode 2x13)
- 2012: Drew Peterson – Der Unberührbare (Drew Peterson: Untouchable, Fernsehfilm)
- 2012: Hollywood Heights (Fernsehserie, 13 Episoden)
- 2014: Supernatural (Fernsehserie, Episode 9x20)
- 2014: Jarhead 2 – Zurück in die Hölle (Jarhead 2: Field of Fire)
- 2014: Knock Knock (Kurzfilm)
- 2015: Perception (Fernsehserie, Episode 3x12)
- 2015: Adulterers (Avouterie)
- 2016: Nicht mit mir! – Ein Sexopfer schlägt zurück (The Wrong Car, Fernsehfilm)
- 2016: Four Stars (Fernsehfilm)
- 2016: Wild for the Night
- 2016: Blue Bloods – Crime Scene New York (Blue Bloods, Fernsehserie, 2 Episoden)
- 2016: The Perfect Stalker (Fernsehfilm)
- 2016: Collar (Kurzfilm)
- 2016–2017: Too Close to Home (Fernsehserie, 16 Episoden)
- 2016–2017: Du wurdest getaggt (T@gged, Fernsehserie, 21 Episoden)
- 2017: Happily Never After (Fernsehfilm)
- 2018: Deep Blue Sea 2
- 2018–2024: Station 19 (Fernsehserie, 105 Episoden)
- 2019: A Cohort of Guests (Kurzfilm)
- 2020: Second Team (Kurzfilm)
- 2020: Amy’s Gift (Kurzfilm)
- 2020–2023: Grey’s Anatomy (Fernsehserie, 6 Episoden)
- 2021: Hit or Miss (Kurzfilm)
- seit 2025: Found (Fernsehserie, 8 Episoden)

### Filmschaffende
- 2021: HEaRD (Kurzfilm; Drehbuch und Regie)
- 2023: Station 19 (Fernsehserie, Episode 6x16; Regie)